# Luhta
Luhta — крупнейшая финская компания по производству одежды. Штаб-квартира компании расположена в Лахти.

## История
Вихтори Лухтанен принял решение создать свою компанию в 1907 году. Его жена разрабатывала дизайн и шила, в то время как сам Вихтори взял на себя ответственность за продажу одежды. В начале 1910-х годов Вихтори Лухтанен взял на работу двух швей, и это событие стало первым шагом на пути создания его собственной швейной мастерской.
Строительство первой мастерской по производству одежды было закончено в 1928 году на месте заброшенного цеха, неподалёку от железнодорожной станции в Лахти. В 1944 году сын Вихтори — Яаакко Лухтанен — стал управляющим директором компании. В военные годы, а также сразу после окончания войны компания переживала тяжёлые времена из-за постоянного дефицита текстильных материалов. 
К 1950-м годам поставки тканей и конкуренция среди компаний вернулись в своё обычное русло. Ассортимент одежды снова расширился, при этом особое внимание уделялось одежде для отдыха. В 1960-м году торговая марка «Лухта» имела чрезвычайный успех среди потребителей Финляндии, в особенности благодаря своим новаторским коллекциям. Компания находила новые каналы сбыта товаров. В начале 1970-х годов одежда торговой марки «Лухта» появилась на международном рынке. В 1980-х годах продажи компании, как в Финляндии, так и по всей Европе, продолжали расти. Уникальный дизайн одежды «Лухта» прекрасно соответствовал модным тенденциям того времени. В 1990-х годах на базе торговой марки «Лухта» была создана группа компаний с новым названием — «L-Fashion Group».
Помимо марки Luhta, компания владеет многими другими хорошо известными финскими и международными брендами: Rukka, ICEPEAK, Ril’s, Skila, Your Face.
Группа компаний «Luhta Sportswear Company»
«Luhta Sportswear Company» осуществляет экспорт одежды более чем в 50 стран мира и является одним из крупнейших производителей одежды в Европе, товарооборот которого составляет примерно 241 миллионов евро. На благо компании трудятся, в общей сложности, 1592 человек. Группа компаний «Luhta Sportswear Company» выпускает одежду под несколькими торговыми марками, самые известные из которых: «Luhta», «Rukka», «Icepeak», «Torstai», «Sinisalo», «Your FACE», «J.A.P Company» и «Story». Кроме того, компания занимается сбытом продукции под маркой «Li-Ning» в Европе.